# Biagio Goggio
Biagio Goggio, aussi connu sous le nom de Gino Goggio, né le 1er janvier 1892 à Ivrée dans le Piémont et mort le 28 juillet 1915 à Monfalcone dans la province de Gorizia, est un joueur de football international italien, qui évoluait en tant que milieu de terrain.
Sa sœur fut l'épouse du footballeur Eugenio Mosso. Il est mort au combat sur le Carso durant la Première Guerre mondiale, où il combattait comme soldat.

## Biographie

### Club
Après avoir fait ses débuts footballistiques dans l'équipe de sa ville de naissance, l'US Ivrée, Biagio Goggio débarque ensuite à Turin pour évoluer avec le FBC Torino en 1911. Il fait ses débuts en championnat le 26 janvier 1913 lors d'un Torino-Novara, victoire 3-1 puis quitte le club granata à la fin 1914, lorsqu'il rejoint le club de la Juventus.

### Sélection
Goggio joue sa seule et unique sélection avec l'équipe nationale d'Italie le 23 mars 1914 contre la France, victoire 2-0 à Turin devant 15 000 spectateurs.